# Antony Hamilton
Antony Hamilton „Tony” Smith (ur. 4 maja 1952 w Liverpoolu, w Anglii, zm. 29 marca 1995 w Los Angeles) – australijsko-brytyjski aktor telewizyjny, model i tancerz.

## Życiorys

### Wczesne lata
Urodzony w Liverpoolu i porzucony przez biologicznych rodziców, miał zaledwie dwa tygodnie, kiedy został zaadoptowany przez australijskich rodziców – komandora porucznika Królewskich Sił Lotniczych i jego żonę. Od trzeciego roku życia dorastał w Adelaide. Po ukończeniu szkoły średniej w Szkocji, w 1967 roku kontynuował naukę w australijskiej szkole baletowej w Melbourne. Rozpoczął karierę tancerza z australijskim zespołem baletowym, odbywając tournée w Moskwie ze spektaklem Gemini.

### Kariera
W 1973 wyruszył do Londynu i podjął pracę jako model dla magazynów „Vogue”, „GQ” i Gianniego Versace oraz fotografów: Victora Skrebneskiego, Richarda Avedona i Bruce’a Webera. Przez dziesięć lat chodził po wybiegach i podróżował po Europie, Ameryce, Azji i Afryce.
Na dużym ekranie zadebiutował w komediowym horrorze Wnuczka Drakuli (Nocturna, 1979). Pojawił się w teledysku Sheeny Easton do piosenki Swear (1984) i zagrał postać Samsona w telewizyjnym filmie biblijnym Samson i Dalila (Samson and Delilah, 1984) z udziałem Maxa von Sydowa. Na małym ekranie zastąpił tragicznie zmarłego Jona-Erika Hexuma w trzech odcinkach serialu CBS Niebezpieczne ujęcia (Cover-Up, 1984) jako nowy model Jack Striker. Wystąpił jako tancerz nowojorskiego prestiżowego zespołu baletowego romansującego z młodą tancerką w dramacie telewizyjnym NBC Harry’ego Winera Przegrana miłość (Mirrors, 1985) z Timem Dalym. Po udziale w komedii sensacyjnej Jumpin’ Jack Flash (1986) z Whoopi Goldberg, pojawiał się w serialach – HBO Łowca (The Hitchhiker, 1986), CBS Strefa mroku (The Twilight Zone, 1986), Columbia TriStar Television Zachwyceni (The Charmings, 1987), NBC Prawnicy z Miasta Aniołów (L.A. Law, 1987), CBS Hasło: kocham cię (P.S.I. Luv U, 1991).
Kiedy w 1987 Pierce Brosnan był zobowiązany kontraktem w serii Remington Steele, Albert R. Broccoli myślał o zaangażowaniu blondwłosego Hamiltona do roli agenta 007 w czternastym filmie z cyklu przygód Jamesa Bonda W obliczu śmierci, którą jednak ostatecznie zagrał Timothy Dalton.
Popularność przyniosła mu rola agenta IMF Maxa Hardta w serialu CBS Mission: Impossible (1988-90). Zagrał także w horrorze Skowyt 4: Koszmar nocny (Howling IV: The Original Nightmare, 1988) i thrillerze Fatalny instynkt/Zabójcza piękność (Fatal Instinct, 1991) u boku Michaela Madsena.

## Życie prywatne
Hamilton otwarcie przyznawał, że był homoseksualistą. Zmarł w wyniku komplikacji spowodowanych AIDS.